# Aestimatum
Aestimatum (łac. 'oszacowanie, ocena' od aestimare '(o)cenić; poważać') – kontrakt estymatoryjny, w prawie rzymskim umowa będąca zaczątkiem obecnej umowy komisu. Jedna strona umowy oddawała drugiej do sprzedaży rzecz oszacowaną, przy czym odbiorca zobowiązywał się bądź zapłacić oszacowaną sumę, bądź zwrócić samą rzecz. Na takich warunkach np. hurtownicy przekazywali detalistom a zwłaszcza wędrownym sprzedawcom (circitores) towary do dalszej sprzedaży, ci zaś zarabiali na nadwyżkach ponad oszacowaną wartość, ponosili jednak ryzyko (periculum) związane z przypadkową utratą lub zniszczeniem rzeczy.
Aestimatum zaliczano do kontraktów bezimiennych, chronionych przez actio praescriptis verbis.